# Eilema tanala
Eilema tanala là một loài bướm đêm thuộc phân họ Arctiinae, họ Erebidae.